# 지크프리트 카르크-엘레르트
지크프리트 카르크-엘레르트(Sigfrid Karg-Elert, 1877년 11월 21일) – 1933년 4월 9일)는 파이프 오르간과 리드 오르간을 위한 작곡으로 가장 잘 알려진 20세기 초 독일 작곡가다.
1882년 라이프치히에 정착했고, 그곳에서 지크프리트는 그의 첫 번째 음악 교육과 개인 피아노 교육을 받았다.

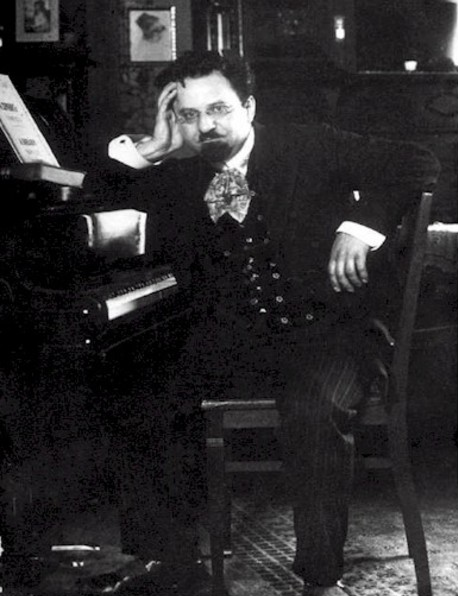
지그프리드 카그-엘러트

1901년 8월부터 1902년 9월까지 그는 마그데부르크에서 피아노 교사로 일했다.
라이프치히로 돌아온 그는 주로 피아노를 위한 작곡에 전념하기 시작했다(그가 크게 존경했던 에드바르 그리그의 격려). 그리고 1904년 베를린 출판사 Carl Simon을 만나 하모니움을 알게 되었다.
1920년대와 1930년대 독일의 문화적 분위기는 국제 지향적이고 프랑스의 영향을 받은 그에게 매우 적대적이었다. 그의 작품은 독일 이외의 지역, 특히 영국(런던 오르간 음악 학회가 1930년 그를 기리기 위해 12일간의 페스티벌을 개최하여 참석함)과 미국에서 그의 고국에서 존경을 받았음에도 불구하고 음악은 거의 완전히 무시되었다. 이 모든 것이 1932년 봄에 미국 오르간 연주회 초청을 수락하는 계기가 되었다. 이 투어는 과도한 흡연, 신경통 및 심부전으로 인해 음악적으로 치명적인 실수로 판명되었다. 게다가, 그는 곧 그를 죽일 당뇨병으로 고통받고 있었고, 오르간 연주자로서의 그의 제한된 능력은 미국 청중들이 익숙해져 온 오르간 연주의 거장 기준(마르셀 뒤프레 와 루이 비에른 같은 사람들이 설정한 것)에 불리하게 비교되었다.
라이프치히로 돌아온 후 그의 건강은 급격히 악화되기 시작했다. 그는 1933년 4월 55세의 나이로 그곳에서 사망했다. 그의 무덤은 라이프치히에 있다. 그의 작품의 인기는 1970년대 후반에 성공적으로 부흥되기 전까지 제2차 세계 대전 이후 한동안 쇠퇴했다. 오늘날 오르간을 위한 그의 작품은 리사이틀에 자주 포함된다.
그는 자신을 외부인으로 여겼다. 그의 작품에서 주목할만한 영향은 작곡가 요한 제바스티안 바흐 (그는 종종 바흐를 기리기 위해 BACH 모티프를 사용함), 에드바르 그리그, 클로드 드뷔시, 막스 레거, 알렉산드르 스크랴빈, 초기 아르놀트 쇤베르크를 포함한다. 일반적으로 그의 음악적 스타일은 인상주의적, 표현주의적 경향이 있는 후기낭만주의적 성격을 띤다고 할 수 있다. 음악 이론에 대한 그의 심오한 지식은 음조의 일관성을 잃지 않으면서 전통적인 하모니의 한계를 확장할 수 있게 해주었다.
1. 1 2  Grace, Harvey (1930). “The Karg-Elert Festival: A Talk with the Composer”. 《The Musical Times》 71: 501–504.
2. ↑  Kaupenjohann, Ralf (2002). “Biography”.